# (19298) Zhongkeda
(19298) Zhongkeda est un astéroïde de la ceinture principale.

## Description
(19298) Zhongkeda est un astéroïde de la ceinture principale. Il fut découvert le 20 septembre 1996 à la station de Xinglong par le programme Beijing Schmidt CCD Asteroid Program. Il présente une orbite caractérisée par un demi-grand axe de 2,39 UA, une excentricité de 0,08 et une inclinaison de 6,7° par rapport à l'écliptique.

## Compléments